# Rapala elcia
Rapala elcia är en fjärilsart som beskrevs av William Chapman Hewitson 1863. Rapala elcia ingår i släktet Rapala och familjen juvelvingar. Inga underarter finns listade.

## Bildgalleri

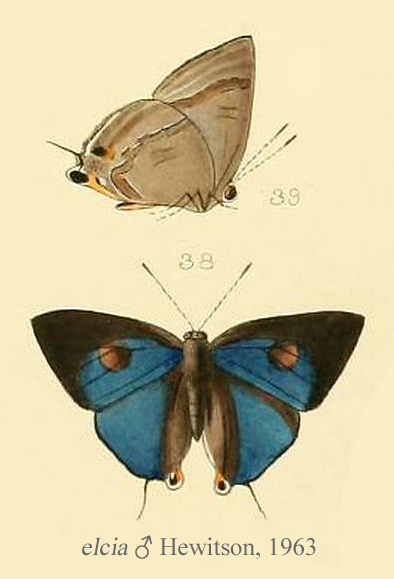
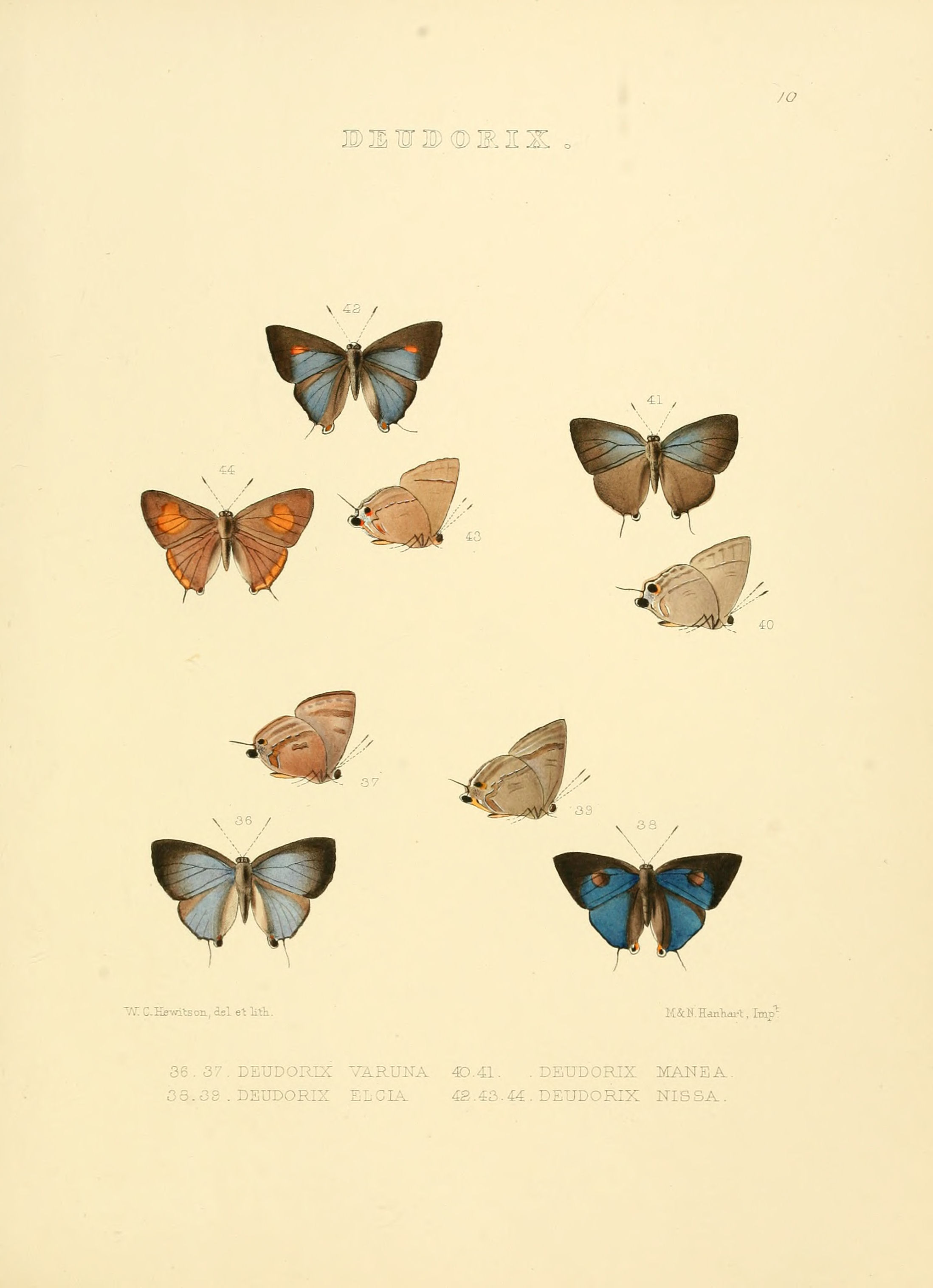